# Źródła Myśli Teologicznej
Źródła myśli teologicznej – seria źródeł dotyczących antyku chrześcijańskiego.
Ukazuje się od 1996 roku w Krakowie nakładem Wydawnictwa Apostolstwa Miłości. Redaktorem serii jest ks. Henryk Pietras. Teksty źródłowe obejmują dzieła Ojców Kościoła (łacińskich i greckich) oraz publikowane po raz pierwszy w języku polskim akta i dokumenty soborów powszechnych oraz lokalnych synodów.

## Tomy wydane w serii
- Orygenes, O zasadach, z łac. i grec. przeł. i oprac. Stanisław Kalinkowski, fragm. tł. Katarzyna Augustyniak, wprowadzenie Henryk Pietras, Kraków: WAM 1996
- Św. Atanazy Wielki, Listy do Serapiona, z grec. przeł. i przypisami opatrzył Stanisław Kalinkowski, wprowadzenie Henryk Pietras, Kraków: WAM 1996.
- Pamfil z Cezarei, Obrona Orygenesa; Rufin, O sfałszowaniu pism Orygenesa, tł., wstęp i oprac. Stanisław Kalinkowski, Kraków: WAM 1996.
- Trójca Święta: Tertulian, Przeciw Prakseaszowi; Hipolit, Przeciw Noetosowi, tłum. E. Buszewicz i S. Kalinkowski, wprowadzenie i oprac. Henryk Pietras, Kraków: WAM 1997.
- Teodoret z Cyru, Komentarz do Listu św. Pawła do Rzymian, tł. Stanisław Kalinkowski; oprac. Arkadiusz Baron, Kraków: WAM 1997.
- Orygenes, Korespondencja, komentarz i oprac. Henryk Pietras, Kraków: WAM 1997.
- Św. Ireneusz z Lyonu, Wykład nauki apostolskiej, wstęp, przekład i oprac. Wincenty Myszor, Kraków: WAM 1997.
- Św. Hieronim, Komentarz do Księgi Jonasza, wstęp biblijny Stanisław Gądecki; wstęp patrystyczny, przekład i oprac. Ludwik Gładyszewski, Kraków: WAM 1998.
- Teodoret z Cyru, Komentarz do I i II Listu do Koryntian, tł. z grec. Stanisław Kalinkowski; wprowadzenie i oprac. Arkadiusz Baron, Kraków: WAM 1998.
- Orygenes, Komentarz do Ewangelii według Mateusza, przekł. Katarzyna Augustyniak; wstęp i oprac. Emil Stanula, Kraków: WAM 1998.
- Grzegorz Cudotwórca, Mowa pochwalna na cześć Orygenesa oraz List Orygenesa do Grzegorza, przekł. Stanisław Kalinkowski; wstęp i oprac. Krzysztof Bielawski, Kraków: WAM 1998.
- Grzech pierworodny: Augustyn, O procesie Pelagiusza, tłumaczenie, wstęp i opracowanie ks. Kazimierz Obrycki; Pelagiusz, Komentarz do Listu św. Pawła do Rzymian 5,12 -21, tł., wstęp i oprac. Kazimierz Obrycki, Kraków: WAM 1999.
- Mariusz Wiktoryn, Dzieła egzegetyczne. Komentarz do listów do Efezjan, do Galatów i do Filipian, z języka łacińskiego przełożył, wstępem, objaśnieniami i indeksami opatrzył Arkadiusz Baron, Kraków: WAM 1999.
- Teodoret z Cyru, Komentarz do Listów św. Pawła do: Galatów, Efezjan, Filipian i Kolosan, z jęz. grec. przeł. i przypisami opatrzył Stanisław Kalinkowski; wprowadzenie i indeksy Arkadiusz Baron, Kraków: WAM 1999.
- Pelagiusz, Komentarz do Listu św. Pawła do Rzymian, tłum. Arkadiusz Baron, Franciszek Czarnota, Tytus Górski; przypisy oraz indeksy Arkadiusz Baron, Kraków: WAM 1999.
- Orygenes, Homilie o Księgach Izajasza i Ezechiela, z języka łacińskiego przełożył, wstępem i przypisami opatrzył Stanisław Kalinkowski, Kraków: WAM 2000.
- Demonologia w nauce Ojców Kościoła, Hipolit, O antychryście, z języka łacińskiego przełożył, wstępem i przypisami opatrzył Stanisław Kalinkowski, Kraków: WAM 2000 (wyd. 2 – 2002).
- Jan Chryzostom, Homilie na Ewangelię wg św. Mateusza, (cz. pierwsza: homilie 1-40), przekł. Jan Krystyniacki, rewizja przekładu, oprac. tekstu i przypisy Arkadiusz Baron; uwspółcześnienie tekstu Elwira Buszewicz, Kraków: WAM 2000 (wyd. 2 – 2003).
- Ambrajaster, Komentarz do listu św. Pawła do Rzymian, tł. Jan Sulowski; wstęp Jan Żelazny, Kraków: WAM 2000.
- Teodoret z Cyru, Komentarz do listów Pawłowych do Tesaloniczan, Tymoteusza, Tytusa, Filemona i Hebrajczyków, z jęz. grec. przeł. Stanisław Kalinkowski; wprow. i oprac. Arkadiusz Baron, Kraków: Wydawnictwo WAM – Księża Jezuici 2001.
- Grzegorz z Nyssy, Drobne pisma trynitarne (O rozróżnieniu między istotą a hipostazą, Do Eustacjusza – O Trójcy Świętej, Jak mówiąc o trzech osobach w Bóstwie nie wyznajemy trzech Bogów – Do Greków na podstawie wspólnych pojęć, O tym, że nie można mówić, że jest trzech Bogów – Do Ablaniusza, O wierze – Do trybuna Symplicjusza, List 5), przekład, oprac., wprowadzenie Tomasz Grodecki, Kraków: WAM 2001.
- Klemens Aleksandryjski, Wypisy z Theodota, tł., wstęp i przypisy Piotr Siejkowski, Kraków: Wydawnictwo WAM 2001.
- Jan Chryzostom, Homilie na Ewangelię według św. Mateusza, Część druga: homilie 41-90, z jęz. grec. przeł. Arkadiusz Baron, Jan Krystyniacki; rewizja przekł. Arkadiusz Baron; uwspółcześnienie tekstu Arkadiusz Baron, Elwira Buszewicz; oprac. tekstu i przypisy Arkadiusz Baron, Kraków: WAM 2001.
- Dokumenty Soborów Powszechnych, t. 1: 325-787 (Nicea I: Wyznanie wiary 318 Ojców, Kanony, List soboru w Nicei do Egipcjan, List Euzebiusza z Cezarei do swego Kościoła; Konstantynopol I: Wyznanie wiary 150 Ojców, Kanony ustalone na Soborze, List biskupów zebranych w Konstantynopolu Kanony ustalone na synodzie w 382 r., Kanon z listu Gennadiosa do Martiriosa Antiocheńskiego; Efez: List Kaperola z Kartaginy do Soboru Efeskiego, Drugi list Cyryla do Nestoriusza, Drugi list Nestoriusza do Cyryla, Trzeci list Cyryla do Nestoriusza, „Anatematyzmy Cyryla”, Wyrok pozbawiający Nestoriusza urzędu List soborowy o biskupach wschodnich, Kanony, Orzeczenie o nicejskim wyznaniu wiary, Orzeczenie przeciw bezbożnym mesalianom albo euchitom, Uchwała o konsekracji biskupów na Cyprze, Formuła zjednoczenia, List Cyryla do Jana Antiocheńskiego o pokoju; Chalcedon: List papieża Leona do Flawiana o Eutychesie, Definicja wiary, Kanony; Konstantynopol II: Wyrok przeciwko „Trzem rozdziałom”, anatematyzmy przeciwko „Trzem rozdziałom”; Konstantynopol III: Wykład wiary; Nicea II: Dekret wiary, Anatematyzmy w sprawie świętych obrazów), tekst grecki, łaciński i polski, układ i oprac. Arkadiusz Baron, Henryk Pietras, Kraków: WAM. Księża Jezuici 2001 (wyd. 2 – 2003, wyd. 3 – 2005, wyd. 4 – 2007).
- Orygenes, Komentarz do Ewangelii według św. Mateusza. Część druga: Commentatorium series, przeł. Katarzyna Augustyniak, 	Kraków: WAM 2002.
- Dokumenty Soborów Powszechnych, t. 2: 869-1312 (Konstantynopol IV, Lateran I, Lateran II, Lateran III, Lateran IV, Lyon I, Lyon II, Vienne), tekst grecki, łaciński i polski, układ i oprac. Arkadiusz Baron, Henryk Pietras, Kraków: Wydawnictwo WAM – Księża Jezuici 2002 (wyd. 2 -2003, wyd. 3 – 2007).
- Orygenes, Komentarz do Ewangelii św. Jana, z języka greckiego przeł. i opatrzył Stanisław Kalinowski, Kraków: WAM 2003.
- Ambrozjaster, św. Hieronim, Pelagiusz, Komentarze do Listu św. Pawła do Tytusa, przekł. i oprac. Arkadiusz Baron, Kraków: Wydawnictwo WAM – Księża Jezuici 2003.
- Św. Rufin z Akwilei, Obrona przed zarzutami Hieronima (św. Hieronim, List 84 do Pammachiusza i Oceana, tłum. W. Sowa; św. Rufin z Akwilei, Apologia przeciw Hieronimowi, tł. A. Smaroń, rewizja przekładu A. Caba; Apologia do Anastazego, tł. A. Caba); wstęp i oprac. Jan Żelazny, Kraków: Wydawnictwo WAM – Księża Jezuici 2003.
- Dokumenty Soborów Powszechnych, t. 3: 1414-1445 (Konstancja, Bazylea – Ferrara – Florencja – Rzym), tekst grecki, łaciński, arabski, ormiański i polski, układ i opracowanie Arkadiusz Baron, Henryk Pietras, Kraków: WAM 2003 (wyd. 2 – 2007).
- Ambroży z Mediolanu, Wyjaśnienie symbolu. O tajemnicach. O sakramentach, przekł., wstęp i oprac. Ludwik Gładyszewski, Kraków: Wydawnictwo WAM – Księża Jezuici 2004.
- Orygenes – Hieronim, Homilie o Księdze Psalmów, przekł. Stanisław Kalinkowski, Kraków: Wydawnictwo WAM – Księża Jezuici 2004.
- Dokumenty Soborów Powszechnych, t. 4: 1511-1870 (Lateran V, Trydent, Watykan I), układ i opracowanie układ i oprac. Arkadiusz Baron, Henryk Pietras, Kraków: WAM 2004 (wyd. 2 – 2007).
- Grzegorz z Nyssy, Homilie do błogosławieństw, wstęp, tłum., przypisy Marta Przyszychowska, Kraków: Wydawnictwo WAM 2005.
- Nowacjan, O Trójcy Świętej, przekł. Grzegorz Jaśkiewicz, Kraków: Wydawnictwo WAM – Księża Jezuici 2005.
- Korespondencja między chrześcijaninem a muzułmaninem, tłum. z arab. i oprac. Janusz Alfred Szymańczyk, Kraków: Wydawnictwo WAM – Księża Jezuici 2005.
- Dokumenty synodów od 50 do 381 [Acta Synodalia ab anno 50 ad annom 381], układ i oprac. Arkadiusz Baron, Henryk Pietras, Kraków: Wydawnictwo WAM 2006.
- Augustyn z Hippony, O chrzcie [De baptismo contra Donatistas libri septem], przekł., wstęp i oprac. Antoni Żurek, Kraków: Wydawnictwo WAM 2006.
- Grzegorz z Nyssy, O stworzeniu człowieka [De opificio hominis], wstęp, tł., przypisy Marta Przyszychowska, Kraków: Wydawnictwo WAM 2006.
- Aureliusz Prudencjusz Klemens, Wieńce męczeńskie; Przedsłowie; Epilog, przekł. Mieczysław Brożek oraz inni tł.; wstęp i oprac. Marek Starowieyski, Kraków: Wydawnictwo WAM, 2006.
- Jan Chryzostom, Mowy przeciwko judaizantom i Żydom; Przeciwko Żydom i Hellenom, przekł. i oprac. Jan Iluk, Kraków: Wydawnictwo WAM 2007.
- Konstytucje apostolskie oraz Kanony Pamfilosa z apostolskiego synodu w Antiochii; Prawo kanoniczne świętych Apostołów; Kary świętych Apostołów dla upadłych; Euchologion Serapiona, przekł. Stanisław Kalinkowski (konstytucje), Agnieszka Caba (pozostałe pisma); układ i oprac. Arkadiusz Baron, Henryk Pietras, Kraków: Wydawnictwo WAM 2007.
- Grzegorz z Nyssy, Homilie do Pieśni nad Pieśniami, wstęp, tł., przypisy Marta Przyszychowska, Kraków: Wydawnictwo WAM 2007.
- Euzebiusz z Cezarei, Życie Konstantyna, wstęp, tł., przypisy Teresa Wnętrzak, Kraków: Wydawnictwo WAM 2007.
- Jan Chryzostom, Homilie na Księgę Rodzaju, wprow., przekł. i oprac. Sylwia Kaczmarek, Kraków: Wydawnictwo WAM 2008.
- Hieronim ze Strydonu, Komentarz do Ewangelii według św. Mateusza, z jęz. łac. przeł. i przypisami opatrzył Jakub Korczak, Kraków: Wydawnictwo WAM 2008.
- Jan Chryzostom, Komentarz do Listu św. Pawła do Galatów, przekł. i oprac. Jan Iluk; wprow. do Listu św. Pawła do Galatów Grzegorz Szamocki; Chryzostomowy koment. do Listu św. Pawła do Galatów Jan Iluk, Kraków: Wydawnictwo WAM 2008.
- Juliusz Afrykańczyk, Zasady Prawa Bożego, wprow., tł. i przypisy Bogdan Czyżewski, Kraków: Wydawnictwo WAM 2008.
- Kanony Ojców greckich [Canones Patrum Graecorum] (tekst grecki i polski); kanony Atanazego i Hipolita (tekst arabski i polski), przekł. Stanisław Kalinkowski (tekst grec.), Janusz Szymańczyk (tekst arab.), Marta Mucha (konsult. tekstu arab.); układ i oprac. Arkadiusz Baron, Henryk Pietras, Kraków: Wydawnictwo WAM 2009.
- Grzegorz z Nyssy, Życie Mojżesza, przekł. Stanisław Kalinkowski; wstęp Marta Przyszychowska, Kraków: Wydawnictwo WAM 2009.
- Grzegorz z Nyssy, Homilie do Eklezjastesa, wstęp, tł., przypisy Marta Przyszychowska, Kraków: Wydawnictwo WAM 2009.
- Dokumenty synodów od 381 do 431 roku, układ i oprac. Arkadiusz Baron, Henryk Pietras, Kraków: Wydawnictwo WAM 2010.
- Symbol Apostolski w nauczaniu Ojców – Augustyn, Piotr Chryzolog, Wenancjusz Fortunatus, tł. wstępy i objaśnienia Ludwik Gładyszewski, Kraków: Wydawnictwo WAM 2010.
- Hieronim ze Strydonu, Listy. 1, (1-50), wstęp i oprac. na podstawie tł. Jana Czuja Monika Ożóg, tekst łac. przygot. Henryk Pietras, Kraków: Wydawnictwo WAM 2010.
- Hieronim ze Strydonu,	Listy. 2, (51-79),  wstęp i oprac. na podstawie tł. Jana Czuja Monika Ożóg, tekst łac. przygot. Henryk Pietras, Kraków: Wydawnictwo WAM 2010.
- Optat z Milewy, Traktat przeciw donatystom, przeł., wstęp i przypisy Aleksander Gołda, Kraków: Wydawnictwo WAM 2011.
- św. Cezary z Arles, Kazania do ludu (1-80), przeł. Stefan Ryznar – kazania 1-55, Józef Pochwat – kazania 56-80, wstęp Józef Pochwat, całość przejrzał Arkadiusz Baron, Kraków: Wydawnictwo WAM 2011.
- Księgi pokutne (tekst łaciński, grecki i polski), układ i oprac. Arkadiusz Baron, Henryk Pietras, Kraków: Wydawnictwo WAM 2011.
- Jan Damasceński, Dialektyka albo Rozdziały filozoficzne ; O herezjach, przeł. i oprac. Anna Zhyrkova, Kraków: Wydawnictwo WAM 2011.
- Atanazy Wielki, O dekretach Soboru Nicejskiego ; O wypowiedzi Dionizego ; O synodach w Rimini i Seleucji, tekst grecki i polski, przeł. i oprac. Przemysław Marek Szewczyk, Kraków: Wydawnictwo WAM 2011.
- Hieronim ze Strydonu, Listy. 3, (80-115), oprac. na podstawie tł. Jana Czuja Monika Ożóg, tekst łac. przygot. Henryk Pietras, Kraków: Wydawnictwo WAM 2011.
- Dokumenty synodów od 431 do 504 roku, układ i oprac. Arkadiusz Baron, Henryk Pietras, Kraków: Wydawnictwo WAM 2011.
- Hieronim ze Strydonu, Listy. 4, (116-130), oprac. na podstawie tł. Jana Czuja Monika Ożóg, tekst łac. przygot. Henryk Pietras, Kraków: Wydawnictwo WAM 2011.
- Orygenes, Homilie o Księdze Rodzaju ; Homilie o Księdze Wyjścia, przekł. i przypisy Stanisław Kalinkowski, wprow. Henryk Pietras, Kraków: Wydawnictwo WAM 2012.
- Filon z Aleksandrii, Flakkus : pierwszy pogrom Żydów w Aleksandrii, wprow., przekł., koment. Ewa Osek, Kraków: Wydawnictwo WAM 2012.
- Izydor z Sewilli, Sentencje, przekł. i oprac. Tatiana Krynicka, Kraków: Wydawnictwo WAM 2012.
- Atanazy Wielki, Mowy przeciw arianom I-III, przekł. i oprac. Przemysław Marek Szewczyk, Kraków: Wydawnictwo WAM 2013.
- Hieronim ze Strydonu, Listy. T. 5, (131-156), oprac. na podstawie tł. Jana Czuja Monika Ożóg, tekst łac. przygot. Henryk Pietras, Kraków: Wydawnictwo WAM 2013.
- Orygenes, Homilie o Księdze Kapłańskiej, z łac. przekł. Rufina przeł. Stanisław Kalinkowski, wprow. Henryk Pietras, wyd. zm. i uzup., Kraków: Wydawnictwo WAM 2013.
- Euzebiusz z Cezarei, Historia kościelna, tł. Agnieszka Caba na podstawie tł. Arkadiusza Lisieckiego, oprac. Henryk Pietras, wyd. 2. zm., Kraków: Wydawnictwo WAM 2013.
- Kodeks Teodozjusza. Księga Szesnasta, tł. Agnieszka Caba, oprac. Monika Ożóg i Monika Wójcik, wstęp Michał Stachura, Kraków: Wydawnictwo Akademii Ignatianum – Wydawnictwo WAM 2014.
- Grzegorz z Nyssy, O tytułach psalmów, wstęp, tł., przypisy Marta Przyszychowska, Kraków: Wydawnictwo WAM 2014.
- Dokumenty synodów od 506 do 553 roku, układ i oprac. Arkadiusz Baron, Henryk Pietras, Kraków : Wydawnictwo Akademii Ignatianum – Wydawnictwo WAM 2014.
- Księga pontyfików 1-96 (do roku 772), tł. Przemysław Szewczyk, Małgorzata Jesiotr, oprac. Monika Ożóg, Henryk Pietras, Kraków: Wydawnictwo Akademii Ignatianum – Wydawnictwo WAM 2014.
- Księga pontyfików. [T. 2], 97-112 (772-891), tł. Małgorzata Jesiotr, Bogusława Frontczak, Agnieszka Caba; oprac. Monika Ożóg, Henryk Pietras, Kraków: Wydawnictwo Akademii Ignatianum – Wydawnictwo WAM 2015.